# Xã Peoples, Quận Boone, Iowa
Xã Peoples (tiếng Anh: Peoples Township) là một xã thuộc quận Boone, tiểu bang Iowa, Hoa Kỳ. Năm 2010, dân số của xã này là 334 người.